# Pier Paolo Racchetti
Pier Paolo Racchetti (Roma, 28 settembre 1964 – Tolosa, 30 giugno 1994) è stato un aviatore italiano.

## Biografia
Figlio di Pier Luigi Racchetti, anch'egli pilota di aerei commerciali e comandante di Boeing 747 dell'Alitalia, studente di liceo all'Istituto San Leone Magno di Roma, a soli 17 anni ottenne il brevetto di secondo grado.
Dopo il diploma divenne Ufficiale dell'Aeronautica Militare e istruttore alla Scuola Sottufficiali di Caserta.
Ormai pilota professionista venne assunto nel gruppo Alitalia. Nel 1987 volò su aerei ATR 42 ed in seguito all'incidente di Conca di Crezzo causato da formazioni di ghiaccio sull'aereo dell'ATI Aero Trasporti Italiani in cui aveva perso la vita un suo carissimo amico e collega, iniziò ad approfondire i problemi relativi alla sicurezza del volo per le nuove tipologie di aerei. Per questo motivo si recò in Francia per effettuare prove in volo con l'ATR 42, ricoperto artificialmente di sagome di ghiaccio, al fine di migliorarne la sicurezza del volo. In breve tempo divenne uno dei piloti più esperti e preparati nella valutazione della sicurezza del volo per l'introduzione delle nuove, mai sperimentate prima, tecnologie aeronautiche.
Coordinatore della commissione tecnica delle associazioni dei piloti, pubblicava articoli tecnici sulle loro riviste e collaborava con i periodici aeronautici Volare e JP4.
Sposato con Mirella Tomassini e in attesa di un figlio, nel giugno del 1994 si recò, per conto del sindacato dei piloti ANPAC, presso gli stabilimenti dell'Airbus Industrie a Tolosa per compiere uno stage commerciale sull'aeromobile Airbus A330, il modello che la compagnia aerea Alitalia stava valutando di acquistare. Il 30 giugno 1994, ultimo giorno dello stage, insieme al suo amico e collega Alberto Nassetti, Pier Paolo venne invitato a bordo di un volo di collaudo che alle 17.41 precipitò, circa 60 secondi dopo il decollo, uccidendo tutte le sette persone a bordo.
Il 30 giugno 2001 a Tolosa, nel settimo anniversario dell'incidente, il presidente di Airbus, Noël Forgeard, durante la cerimonia di inaugurazione del Memorial dedicato alle vittime, dichiarò le responsabilità di Airbus chiedendo ufficialmente perdono ai familiari.
Il 20 dicembre 2005, in occasione dei tradizionali auguri di buone festività alle alte cariche istituzionali, nella Cappella Paolina del Palazzo del Quirinale il Presidente della repubblica, Carlo Azeglio Ciampi, insignì Pier Paolo Racchetti con la medaglia d'oro al merito civile consegnandola al padre Pier Luigi ed al figlio Pier Francesco, nato circa un mese dopo la morte del padre.

### Vicenda giudiziaria
Nel 2000 venne rinviata a giudizio l'azienda Airbus Industrie come responsabile morale dell'incidente, mentre sia al presidente Jean Pierson che al responsabile dei voli di collaudo Claude Lelaie, fu contestato l'omicidio colposo. Sui voli di collaudo non era infatti consentito trasportare passeggeri.
A primavera 2002 il procedimento penale si concluse presso il Tribunale di Tolosa con l'assoluzione di tutti gli imputati. Le parti civili avevano precedentemente raggiunto un accordo extragiudiziale con la società Airbus Industrie.

## Riconoscimenti
- A Pier Paolo Racchetti ed al collega Alberto Nassetti, l'Alitalia ha dedicato due Boeing 777, rispettivamente I-DISE Portofino - Pier Paolo Racchetti e I-DISU Madonna di Campiglio - Alberto Nassetti. In precedenza, gli aeromobili intitolati ai due sfortunati piloti-collaudatori erano due Boeing 767, entrati in servizio nel 1999 e dismessi nel 2007. Attualmente volano entrambi per la TAM Linhas Aéreas.
- L'Ente Nazionale per l'Aviazione Civile ha intitolato ai due piloti due delle vie dell'Aeroporto Leonardo da Vinci di Fiumicino.